# VL-103 Voorbode (schip, 1903)
De VL 103 Voorbode was een Nederlands vissersschip uit Vlaardingen. Het stoomschip was in 1903 in Rotterdam te water gelaten en Adio gedoopt; in 1914 na het uitbreken van de Eerste Wereldoorlog werd het herdoopt tot Voorbode uit vrees dat de naam Adio te Frans zou klinken. In 1912 had koningin Wilhelmina het schip in de haven van IJmuiden met een bezoek vereerd.
Tijdens de Tweede Wereldoorlog in maart 1943 werd het schip door de Duitsers in beslag genomen om gebruikt te worden voor militair transport. In april 1944 onderweg van Oslo naar Kirkenes kreeg het mechanische problemen en voer naar Bergen om gerepareerd te worden. De Voorbode was geladen met 124.000 kg  explosieven. Wegens gebrek aan controle kreeg schipper Christiaan Bot desondanks permissie om het schip aan te meren aan de Vestingkade in het centrum van Bergen naast het Noorse stoomschip Rogaland.
Op maandag 20 april, Adolf Hitlers verjaardag, om 8.39 uur explodeerde de Voorbode. De kracht van de ontploffing veroorzaakte een waterkolom van honderden meters hoog. Verscheidene schepen werden op het land geworpen;  een deel van het anker van de Voorbode werd later gevonden op de 417 m hoge berg Sandviksfjellet, waar het nu nog te bezichtigen is. Branden braken uit in de buurt van de haven, 131 huizen werden met de grond gelijkgemaakt, nog eens 117 huizen werden zodanig vernield dat ze moesten worden afgebroken, 45 werden er zwaar beschadigd en meer dan 3.000 zwaar liepen lichtere schade op. Er werden 158 mensen gedood en er vielen 4.800 gewonden, voornamelijk burgers. Na de explosie werden 4.260 kinderen geëvacueerd. Belangrijke gebouwen, waaronder de Nieuwe Kerk, het Tolhuis, Bryggen, de Rosenkrantztoren en de Håkonshal, werden zwaar beschadigd, maar zijn later hersteld.
De Duitsers probeerden aanvankelijk de omvang van de ramp verbergen, waarschijnlijk om te verhullen dat ze de veiligheidsvoorschriften niet in acht hadden genomen. Omdat de explosie plaatsvond op Hitlers verjaardag, was er enige verdenking van sabotage. Onderzoek wees echter uit dat de explosie een ongeval was, veroorzaakt door zelfontbranding. Reddingswerkzaamheden na de gebeurtenis waren uitgebreid en zijn goed gedocumenteerd.

## Noorwegen, Bergen, Na de explosie van het munitie schip "Voorbode"

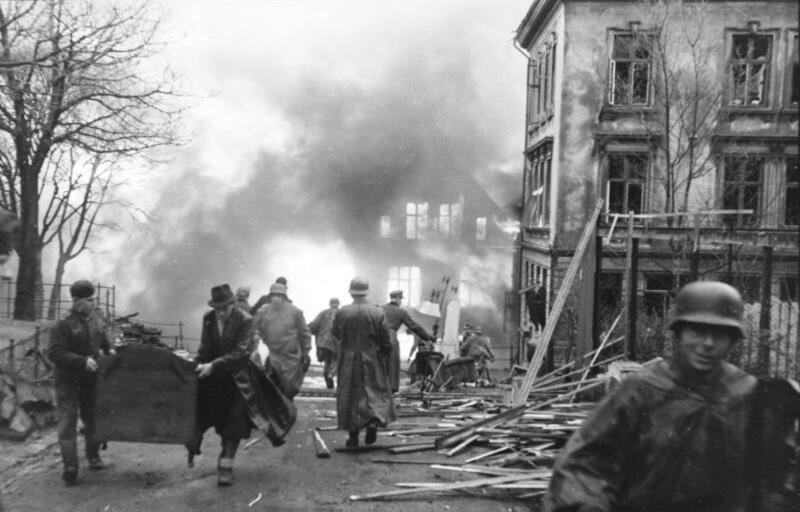
Burgers en Duitse soldaten bij het bergen van bezittingen (twee mannen dragen een stoel) voor brandende gebouwen. (foto Deutsches Bundesarchiv)
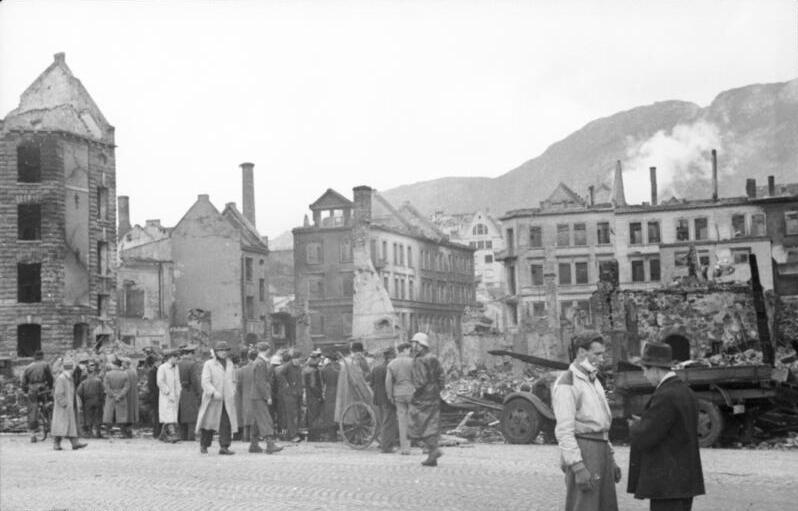
Bevolking bij de vernietigde of beschadigde gebouwen. (foto Deutsches Bundesarchiv)
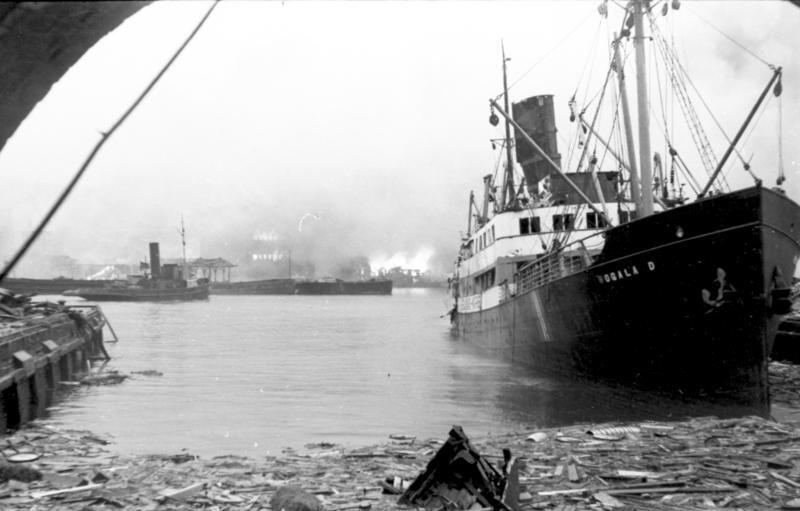
Motorschip "Rogaland" in de haven, op de achtergrond de branden. (foto Deutsches Bundesarchiv)